# Myscelia streckeri
Myscelia streckeri är en fjärilsart som beskrevs av Henry Skinner 1889. Myscelia streckeri ingår i släktet Myscelia och familjen praktfjärilar. Inga underarter finns listade i Catalogue of Life.